# Norges ishockey førstedivision for mænd
Norges ishockey førstedivision for mænd er den næsthøjeste afdeling i ishockey i Norge efter Eliteserien, som også kaldes Fjordkraftligaen tidligere GET-Ligaen.

## oppryk
Det er ikke muligt at gå videre direkte til Fjordkraftligaen. De to bedste hold fra 1. division og de to værste fra Fjordkraftligaen spiller en intern ligakamp med hjemme- og udekampe. De to hold med flest point spiller i GET-ligaen næste sæson, mens de to værste skal spille i 1. division.

## Nedrykning
Det er ikke muligt at flytte direkte ned til 2. ishockeyafdeling for mænd. De to bedste hold fra 2. division og de to værste fra 1. division spiller et internt seriespil med hjemme- og udekampe. De to hold med flest point spiller i 1. division næste sæson, mens de to værste skal spille i 2. division.

## Eksterne links
- Officiel hjemmeside

| Sport | Spire Denne artikel om sport er en spire som bør udbygges. Du er velkommen til at hjælpe Wikipedia ved at udvide den. |